# Takuya Matsumoto
Takuya Matsumoto (japanisch 松本 拓也 Matsumoto Takuya; * 6. Februar 1989 in der Präfektur Shizuoka) ist ein japanischer Fußballspieler.

## Karriere
Matsumoto erlernte das Fußballspielen in der Universitätsmannschaft der Juntendo University. Seinen ersten Vertrag unterschrieb er 2010 bei Shonan Bellmare. Der Verein spielte in der höchsten Liga des Landes, der J1 League. Am Ende der Saison 2010 stieg der Verein in die zweite Liga ab. Im Juli 2011 wurde er an den Erstligisten Kawasaki Frontale ausgeliehen. 2012 kehrte er zu Shonan Bellmare zurück. Für den Verein absolvierte er zwei Ligaspiele. 2013 wechselte er zum Ligakonkurrenten Giravanz Kitakyushu. Für den Verein absolvierte er zwei Ligaspiele. 2015 wechselte er zum Drittligisten Blaublitz Akita. Für den Verein absolvierte er 130 Ligaspiele. 2020 wechselte er zum Ligakonkurrenten FC Gifu.